# 映射锥

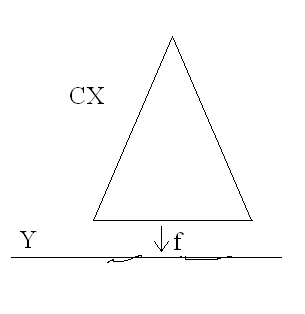
映射锥示意图

在数学，特别是同伦论中，映射锥（mapping cone）是一个拓扑构造 {\displaystyle C_{f}}。它也称为同伦上纤维（homotopy cofiber），也记成 {\displaystyle Cf.}

## 定义
给定映射 {\displaystyle f\colon X\to Y}，映射锥 {\displaystyle C_{f}} 定义为  {\displaystyle (X\times I)\sqcup Y} 关于等价关系 {\displaystyle (x,0)\sim (x',0)\,}, {\displaystyle (x,1)\sim f(x)\,} 的商拓扑空间。这里 {\displaystyle I} 表示带标准拓扑的单位区间 [0,1]。注意有些人（比如乔·彼得·梅）使用相反的约定，交换 0 与 1 的地位。

### 以圆周为例
如果 {\displaystyle X} 是圆周 S1，Cf 可以视为 Y 与圆盘 D2 的不交并将 D2 的边界上的点 x 与 Y 中的点 f(x) 等价起来得到的商空间。
比如考虑当 Y 是圆盘 D2 的情形，映射
f: S1 → Y = D2
是 S1 作为 D2 边界的标准包含。则映射锥 Cf 同胚于把两个圆盘连接起来，拓扑上就是球面 S2 也是通常的带底圆锥面。

### 双映射柱
映射锥是双映射柱的特例。双映射柱是一个圆柱的一个底与空间 X1 通过映射
f1: S1 → X1
黏贴，而另一个底与空间 X2 通过映射
f2: S1 → X2.
黏贴。映射锥是双映射锥（也称为拓扑推出）的退化情形，其中一个空间是一个单点。

## 应用

### CW-复形
CW-复形经常通过映射锥添加一个胞腔。

### 对基本群的影响
给定空间 X 与环路
{\displaystyle \alpha \colon S^{1}\to X}
代表了 X 的基本群中的一个元素，我们可构造一个映射锥 Cα。其效果是使得环路  α 在 Cα 中可缩，从而 α 在  Cα 的基本群中的等价类是单位元素。
给一个有生成子与关系呈示的群，我们得到了一个具有那个基本群的 2-复形。

### 空间偶的同调
映射锥将空间偶的同调变成商空间的简约同调：
如果 E 是一个同调理论，{\displaystyle i\colon A\to X} 是一个包含，则 {\displaystyle E_{*}(X,A)=E_{*}(X/A,*)={\tilde {E}}_{*}(X/A)}，对映射锥使用切除定理可得到。

## 引用
1. ↑   (PDF).   [2008-12-05]. （原始内容存档 (PDF)于2020-11-09）.